# Návsí u Jablunkova
Návsí u Jablunkova är en ort i Tjeckien. Den ligger i den östra delen av landet, 300 km öster om huvudstaden Prag. Návsí u Jablunkova ligger 392 meter över havet och antalet invånare är 3 809.
Terrängen runt Návsí u Jablunkova är huvudsakligen kuperad. Návsí u Jablunkova ligger nere i en dal. Runt Návsí u Jablunkova är det ganska tätbefolkat, med 124 invånare per kvadratkilometer. Närmaste större samhälle är Třinec, 11,9 km nordväst om Návsí u Jablunkova. I omgivningarna runt Návsí u Jablunkova växer i huvudsak blandskog.